# Adolphe Stoeber

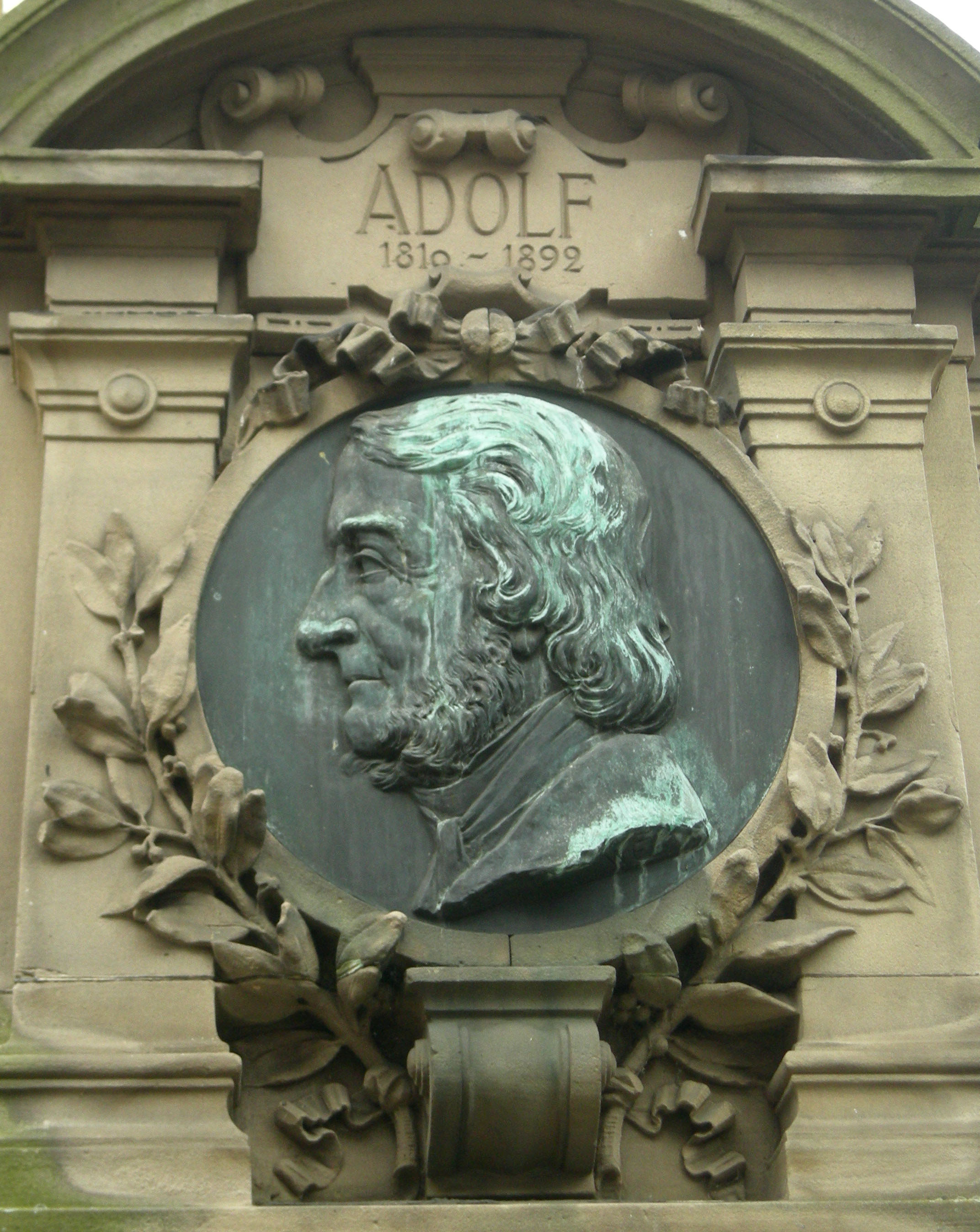
Monumento a los Stoeber.

Adolphe Stoeber – o Adolf Stöber – (Estrasburgo, 1810 - Mulhouse, 1892) religioso y escritor alsaciano en alemán, hijo de Ehrenfried Stoeber y hermano de Auguste Stoeber.
Estudió teología y fue pastor protestante en Metz (1832), Oberbronn (1836) y Mulhouse, donde fue presidente del Consistorio Reformista en 1860. 
En 1838 fundó con su hermano la revista Erwinia que recogía leyendas alsacianas y suizas en alsaciano. 

## Obras
- Alsatisches Vergißmeinnicht (1825)
- Alsabilder (1836)
- Reisebilder aus de Schweiz (1850)
- Elsasser Schatakastlein (1877)
- Epheukranz aus das Grabmal einer Heimgegangenen (1884)
- Spiegel deutscher Frauen (1892)

- Datos: Q365837
- Multimedia: Adolf Stoeber / Q365837